# Porcupinychus sheilae
Porcupinychus sheilae är en spindeldjursart som beskrevs av Meyer 1987. Porcupinychus sheilae ingår i släktet Porcupinychus och familjen Tetranychidae. Inga underarter finns listade i Catalogue of Life.